# Koreaanse Christelijke Federatie
De Koreaanse Christelijke Federatie (Koreaans: 조선 그리스도교 연맹) is een door de Noord-Koreaanse staat gecontroleerd orgaan van Protestantse Christenen. Het heeft als taak de protestanten in Noord-Korea te vertegenwoordigen bij de communistische overheid en is aangesloten bij Koreaanse Raad van Gelovigen.
De KCF werd in 1946 opgericht door ds. Kang Jang Wook (1904-1983), de oom van moederszijde van dictator Kim Il Sung, onder de naam Christelijke Liga. Later werd de naam gewijzigd in Koreaanse Christelijke Federatie. Kang Jang Wook, door Kim Il Sung in diens memoires omschreven als een "echte patriot" en een vroom christen, werd gekozen tot voorzitter van het centraal comité van de Christelijke Liga. In 1949 werden alle protestantse kerkgenootschappen gedwongen zich aan te sluiten bij de Christelijke Liga. Van 1960 tot 1974 lagen de werkzaamheden van de KCF nagenoeg stil en gedurende lange tijd was ook het Theologische Academie van Pjongjang van overheidswege gesloten. In de periode van 1946 tot 1988 werden vrijwel alle kerken in Noord-Korea gesloten. In 1983 verzorgde de KCF de publicatie van een nieuwe liedboek en een verbeterde versie van het Nieuwe Testament. In 1984 verscheen een nieuw Oud-Testament. In 1988 besloot de regering om twee nieuwe protestantse kerken te laten bouwen in Pjongjang, de Pongsu en Chilgol kerken. Beide kerken worden bestuurd door de KCF en werden tussen september 1988 en midden 1989 gebouwd. Beide kerken zijn volgens de overheid in gebruik. Daarnaast bestaat er een netwerk van legale en illegale huiskerken.
In 1989 werd ds. Kang Jong Sop (1931-2012), de zoon van ds. Kang Jang Wook, gekozen tot voorzitter van het centraal comité van de KCF. Hij onderhield tijdens zijn voorzitterschap, dat hij tot zijn dood bekleedde, nauwe betrekkingen met de Wereldraad van Kerken en met collega's uit Zuid-Korea. Tijdens zijn voorzitterschap werden er - volgens officiële opgave - 20.000 bijbels gedrukt voor de ca. 16.000 christenen in Noord-Korea. Kang Jong Sop was een van de weinige Noord-Koreaanse overheidsfunctionarissen (hij was ook lid de Opperste Volksvergadering) die goede betrekkingen onderhield met Westerse kerkleiders en diplomaten. Na zijn dood werd hij opgevolgd door zijn zoon, ds. Kang Myong Chol. Vicevoorzitter werd ds. Ri Jong Ro, die lange tijd als vertaler optrad voor Kang Jong Sop tijdens diens gesprekken met buitenlandse functionarissen.
De KCF geldt als een zogenaamde massa-organisatie. Samen met de Koreaanse Boeddhistische Federatie, de Koreaanse Katholieke Vereniging en de Chondoïstische Chongu-partij (die de Religie van de Hemelse Weg vertegenwoordigd) aangesloten bij het Verenigd Nationaal Democratisch Front, dat volledig wordt gecontroleerd door de communistische partij.

## Seminarie
De KCF runt ook de officiële theologische opleiding, de Theologische Academie van Pjongjang, waarvan de bouw werd voltooid in september 2003.

## Verwijzingen
1. ↑  Daarnaast werd ook de Changchung Kathedraal gebouwd voor rooms-katholieken en weer later (2006) verrees er met Russisch geld een Russisch orthodoxe kerk.
2. ↑  http://www.nkeconwatch.com/category/dprk-organizations/state-offices/christian-federation/M
3. ↑  https://vtncankor.wordpress.com/2013/07/09/kcf-appoints-new-leadership/. Gearchiveerd op 7 december 2022.
4. ↑  https://www.state.gov/j/drl/rls/irf/2010_5/168360.htm. Gearchiveerd op 8 maart 2019.